# 世界貿易中心工程

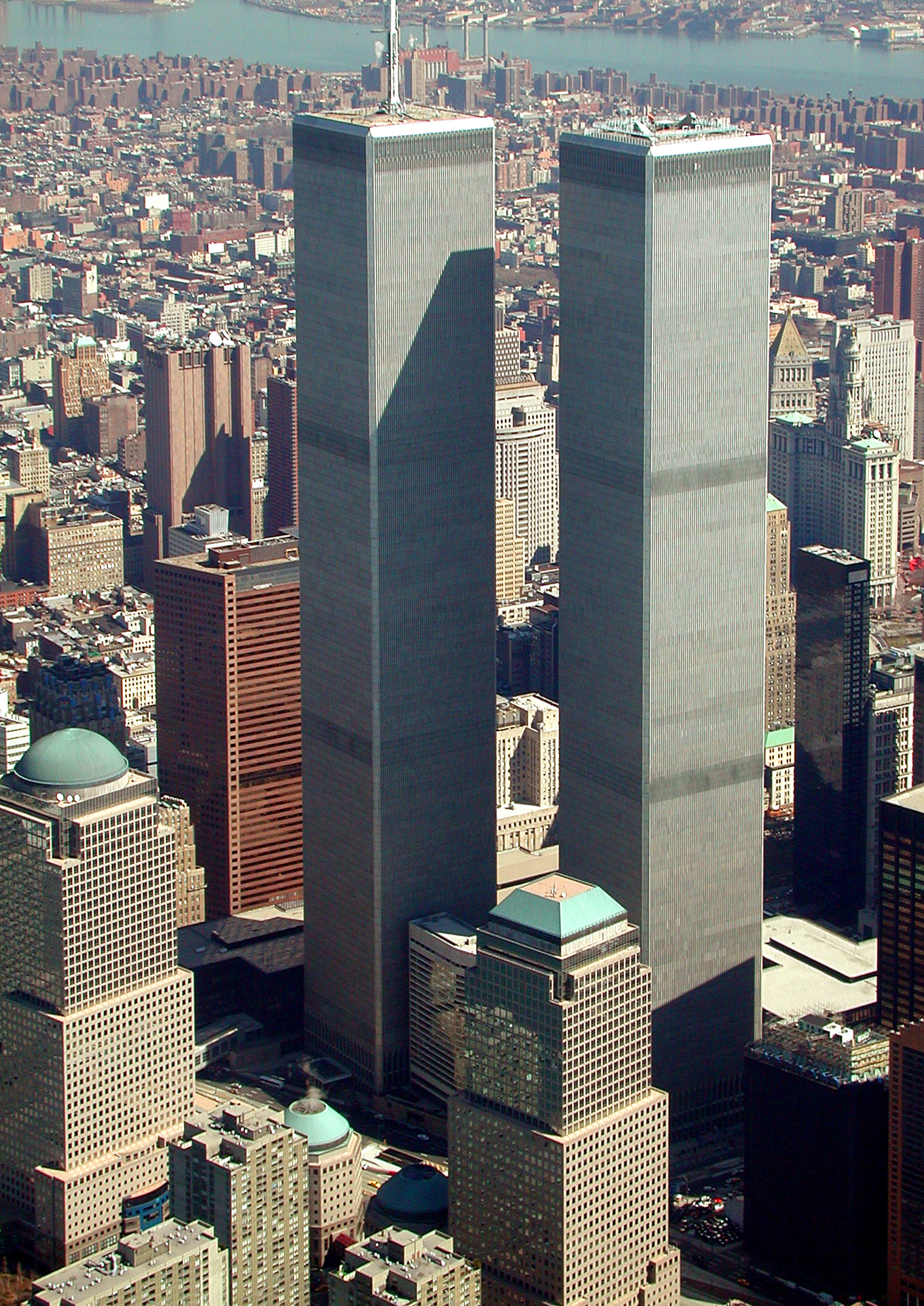
2001年3月，世贸中心大楼。

世界贸易中心建筑群建造计划由美国企业家大卫·洛克菲勒牵头，是城市更新计划的一部分，旨在促进曼哈顿下城的发展。建造项目由纽约与新泽西港务局（简称纽新港务局）负责。世贸中心原定建于曼哈顿下城东侧，但监管纽新港务局的纽约州与新泽西州州政府不同意在此位置进行建造。经过反复磋商，二者决定选址曼哈顿下西区的无线电街。为了说服新泽西州接受这项提议，港务局同意接手破产的哈德逊与曼哈顿铁路，改名为纽新港務局过哈德逊河捷运，继续提供往返新泽西和曼哈顿下城的通勤服务。
美国籍日本裔建筑师山崎实担任项目的总建筑师，他提出了双子塔的设计构想。主体建筑采用框筒结构，大量紧密布置的边缘柱提供了主要支承力，与芯柱一同分担重力荷载。这种结构方案避免了柱子和墙体的干扰，可以为业主提供较开放的楼层布局。电梯系统采用快速电梯和区间电梯相结合的设计，并设置两座空中大堂，大幅缩小了大厦核心区域的尺寸，扩大了楼层的办公区域。世贸中心的设计和建造应用了许多革新的技术，主要集中在两座双子塔，例如开挖地基时使用的地下连续墙技术和主体结构使用的风洞试验技术。
1968年8月，世贸中心北塔（一号楼）动工建设，南塔（二号楼）则于次年动工。施工方大量采用预制构件来提高施工效率。北塔第一位租户于1970年12月入驻，而南塔第一位租户则于1972年1月入驻。20世纪70年代初，世贸中心建筑群中四座较矮的建筑建造完成并投入使用。1987年，最后一座建筑、世界贸易中心七号大楼落成启用。

## 前期规划

### 历史背景
1942年，美国企业家奥斯丁·J·托宾就任纽新港务局执行董事。在位30年间，他见证了世贸中心设计和建造的全过程。世界贸易中心这一设想诞生于第二次世界大战结束以后。当时，美国正在处于经济大繁荣时期，对外贸易迅速增长。纽约市的经济发展主要集中在曼哈顿中城。
1946年、战争结束后一年，纽约州议会通过了一项法案，批准建设世界贸易中心，希望能提高纽约市在跨大西洋贸易中的地位。世界贸易集团随之成立，董事会由纽约州州长托马斯·杜威指派，负责世贸中心的设计工作。然而董事会成立不到四个月，世界贸易中心计划就遭到搁置。建筑师约翰·厄博森和他的儿子德鲁提出的方案包含21座建筑，涵盖十个街区，预计总造价约1亿5千万美元。但据推测，市场需求不足以支撑如此庞大的建筑群；除非美国最大的6000家企业中有4800家参与，这项计划才有可能获得成功。因此，1949年，世贸集团被纽约州议会解散。

### 原始方案

建筑师构想的世贸中心东河方案。

20世纪30年代，洛克菲勒中心落成，一定程度上刺激了曼哈顿中城的经济。另一方面，曼哈顿下城金融区的发展相对落后。许多工人移居至郊区后发现往返中城比下城更方便。作家保罗·戈德伯格描述道，金融区缺乏娱乐、文化、住房等“各类城市便利设施”。下城港口沿岸的商业渐渐被其他地方代替。领导下城城市更新计划的美国企业家大卫·洛克菲勒做出尝试，希望通过建造大通曼哈顿广场一号来挽回就业。洛克菲勒认为，如果再不对下城进行更新，它会失去国家金融中心的地位。然而1960年，这座240米高的摩天大楼落成，却没有吸引到预计数量的租户。
1958年，洛克菲勒成立了曼哈顿市区－下城联盟（Downtown-Lower Manhattan Association），委托SOM建筑设计事务所来绘制曼哈顿下城的复兴蓝图。这项计划于1960年6月公布，计划提议在东河岸边南街海港处一块面积为13英畝（53,000平方）的土地上兴建世界贸易中心。过去十年，这片区域的商业日渐衰败。地块由南至东顺时针分别毗邻老斯利浦街（Old Slip）、沃特街、福尔顿街和南街。“传统的街区被一块两层楼高的平台所取代”，大楼主体结构将建造在平台之上。建筑群包含一座900英尺（270）长的展览馆以及50至70层高的大厦。配套设施则包括剧院、商店和餐厅。此外，曼哈顿市区－下城联盟还计划兴建一座新的证券交易大厦，将纽约证券交易所迁入其中。
大卫·洛克菲勒认为纽新港务局是负责这个项目的不二之选，其拥有类似大型工程项目的管理经验，且愿意投资建设该项目。他还表示世贸中心有利促进、提升纽约和新泽西港的国际贸易量。大卫的兄长、时任纽约州州长纳尔逊·洛克菲勒要求港务局调查该方案的可行性。鉴于纽约市在国际贸易中的地位，港务局执行董事奥斯丁·J·托宾评论道，这个项目不应仅仅是“一座”世界贸易中心，而应该是“唯一一座”世界贸易中心。他则指派其助手理查德·沙利文（Richard Sullivan）研究建造世贸中心的可行性。
1961年3月10日，沙利文发表了他的研究成果《纽约港的世界贸易中心》（A World Trade Center in the Port of New York）。报告推荐沿码头区建造世贸中心来推动纽约港的贸易。报告还表示，洛克菲勒所建议的南街海港地块是最理想的地点，但它没有考虑当地人的反对声音。次日，纽新港务局正式批准了这一计划。

### 纽约州—新泽西州分歧

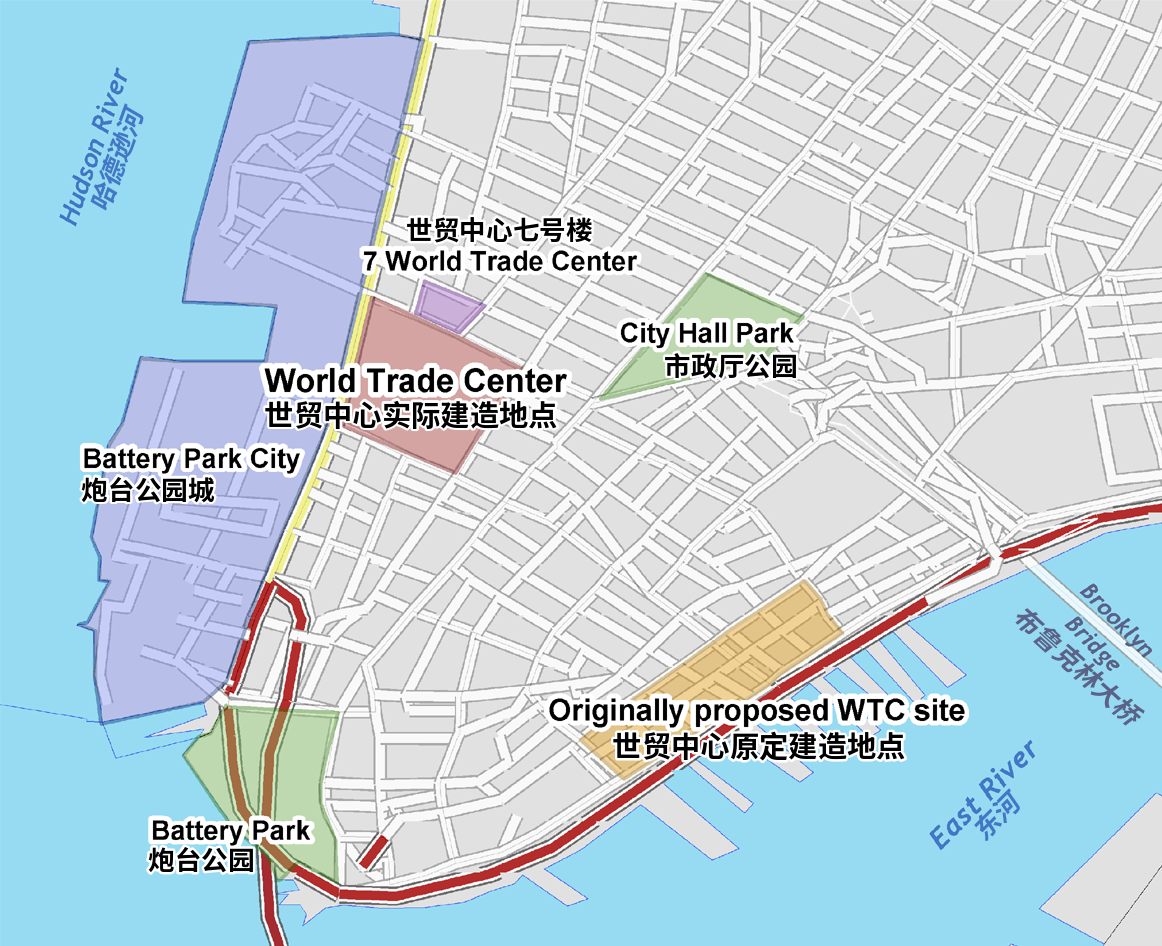
世贸中心实际建造地点（图中红色区域）和原定建造地点（图中橙色区域）。

由于纽新港务局是纽约州和新泽西州所管辖的部门，这个方案也需要得到这两个州的批准。新泽西州长罗伯特·B·梅纳对于在纽约州建造这个价值3.55亿美元的项目十分不满。梅纳表示只有新泽西州能从项目中获益他才会同意。他还特别担心新泽西州哈德逊与曼哈顿铁路的客运量。自从哈德逊河有数条公路桥梁和隧道通车后，该线路的客运量由1927年的1.13亿人次高位下降至1958年的2600万人次。哈曼铁路的哈德逊车站位于曼哈顿下西区的无线电街，是一个大型办公建筑群，也因客运量减少而日趋破败。往来哈德逊河两岸的渡轮在1920年曾有5100万人次客运量，此时已经停运，而民众更倾向于搭乘快速地铁，高架线路也逐渐废除。许多年来，新泽西州市民及官员都提议港务局收购哈曼铁路，但每次港务局都拒绝。梅纳表示，如果港务局接手哈曼铁路，他就支持世贸中心的建设。于是港务局开始着手研究收购哈曼铁路。
1961年2月，纽约州州长纳尔逊·洛克菲勒发表提案，以7000万美元收购哈曼铁路，并在南街以3.35亿美元兴建世贸中心。有人警告纳尔逊·洛克菲勒，这项交易过于草率，但纽约州议会还是批准通过提案。可是纽约和新泽西双方就世贸中心选址的谈判仍陷入了僵局。几个月后，沙利文的同事西德尼·沙克特（Sidney Schachter）联系到他，沙克特正在调查哈德逊车站。两人在无线电街街区漫步，沙克特表示这块地能用来建造世贸中心，且能带来几项好处：破败的哈德逊车站能够重建为更现代的办公楼、哈曼铁路能新建一座车站、不会招致新泽西州的反对。直至年末，港务局仍继续调查收购哈曼铁路的可行性。
1961年12月，托宾与新上任的新泽西州州长理查德·休斯进行了多次会面，最终达成共识，将世贸中心的建造地点向西移至哈德逊车站所在位置。新地点不仅临近新泽西，且没有发展商在哈德逊车站上方兴建建筑，因此能充分利用车站的空间所有权。除了接手哈曼铁路，港务局还同时接手了哈德逊车站等破败的建筑。1962年1月22日，两州终于达成了协议，由纽新港务局收购哈德逊－曼哈顿铁路并在曼哈顿下西区建造世贸中心。纽新港务局将哈德逊与曼哈顿铁路改名为纽新港務局过哈德逊河捷运，简称纽新捷运。1962年2月，新泽西州议会批准通过提案。随后，主席托宾成立世界贸易办公室负责世贸中心的建造和运作，并指派盖伊·F·托佐利领导新办公室。
世贸中心地块大致为梯形，北部有形如瓶塞的凸起。其包含12个街区，由北至西顺时针分别毗邻维西街、教堂街、自由街和西街。这些街区共同构成了一个超级街区，世贸大厦就兴建在其中。“瓶塞”则是一块较小的梯形地块，由北至西顺时针分别毗邻巴克莱街（Barclay Street）、西百老汇街、维西街和华盛顿街。多年后，世界贸易中心七号大楼就建造在此。“瓶塞”西侧和东侧的街区分别为威瑞森大楼及美国邮政服务办公室。

### 搬迁争议

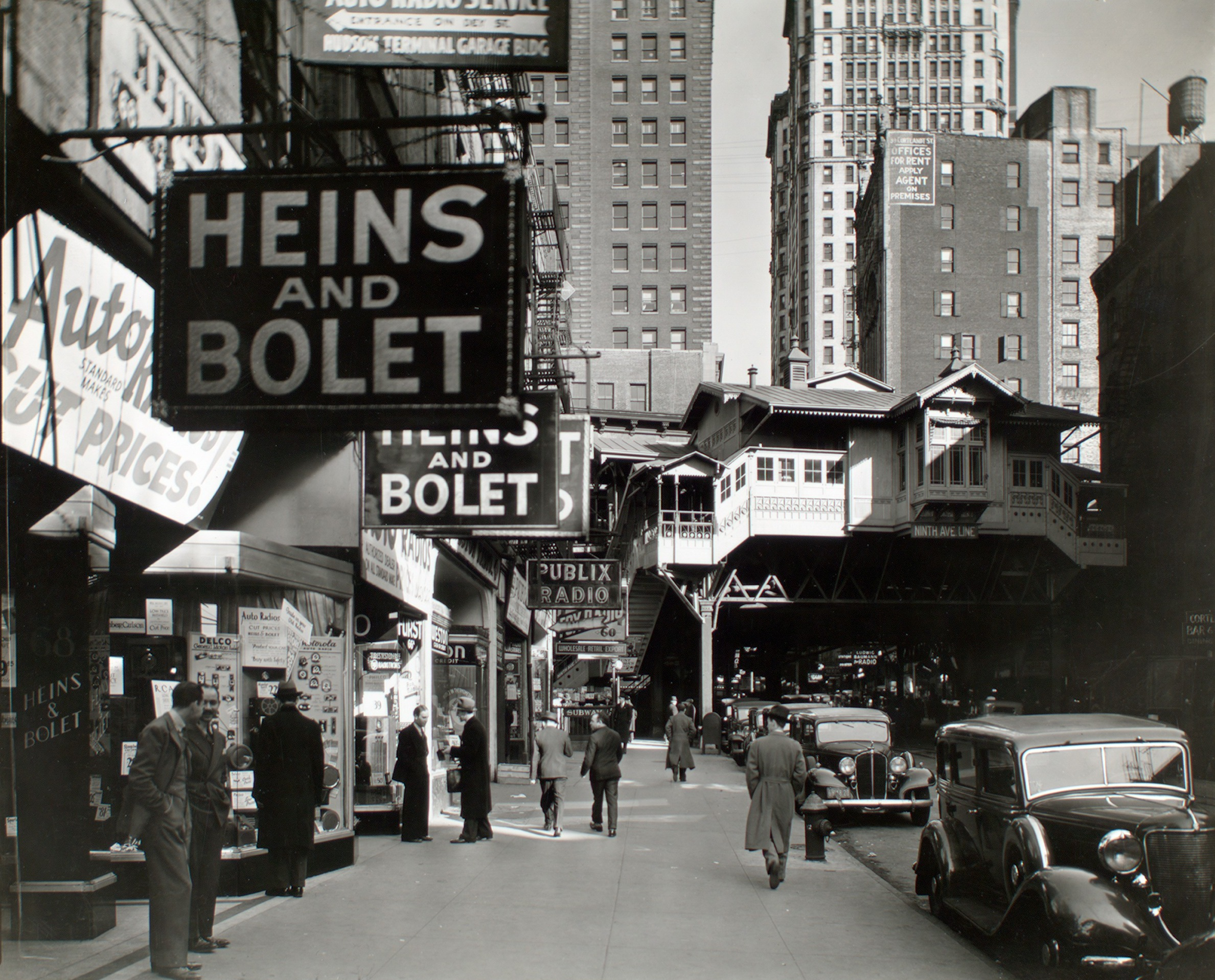
世界贸易中心建于曼哈顿的无线电街。

尽管两州和纽新港务局之间达成了协议，世界贸易中心的建设仍然一波三折。世贸中心的选址无线电街集中了约100名居民、323名工商业租户以及超过1000家办公室。据估计，此时有17200至30000名雇员为该地企业工作，每年能创造3亿美元的利润。世贸中心计划将迁移这些企业，但遭到部分人的强烈反对。抗议活动由其中一位企业家奥斯卡·纳德尔（Oscar Nadel）领导。报纸刊登了这些小型商户被迫搬迁的报道，居民和租户组织“葬礼”悼念“小型商户先生”。
港务局成立办公室帮助租户迁移，部分租户妥协，部分租户仍然反对。办公室拒绝会晤租户团体，表示只接受租户与港务局官员一对一见面。纳德尔认为港务局这么做会说服租户搬迁，使该区域流失大批租户。作为团体发言人，他要求与托宾直接见面。二人于1962年6月中旬进行会面，托宾提出给予纳德尔世界贸易中心一间店面，但纳德尔当即拒绝。两个星期后，约325名商户及1000名小商贩联合向港务局递交禁制令，质疑其征收权。
这些争议最后不得不通过法律途径解决，案件提交至纽约上诉法院进行处理。地方法院并没有审理商户的案件，但裁定世界贸易中心并不满足“公共用途”，损害了无线电街商户的利益，与托宾所述不符。托宾回应道，地方法院居然裁定了“公共用途”这一宪法问题。而一位上诉法官则公开谴责托宾“庭外传讹”。托宾再次提出愿意将商户迁移至一处全新建筑群，并将拆迁日期延期至1964年。但面对公众时，他仍表现得像赢得了法院的支持一般。1963年2月，纽约上诉法院裁定世贸中心并不满足“公共用途”，禁止港务局征收土地。港务局立即上诉，4月，法院撤回此前裁决，确认港务局拥有征收权，并表示该项目具有“公共用途”。商户则向美国最高法院上诉。1963年12月12日，最高法院拒绝审理案件，认为其不需要最高法院管辖。
按照纽约州法律规定，纽新港务局必须协助商户完成搬迁，港务局自1962年起一直在进行这项工作。但部分人认为港务局没有提供足够帮助。在世贸中心的建设过程中，仍有人质疑港务局是否应该接手这个项目，认为该项目是“错误的社会规划”。

## 设计
新泽西州同意开展世界贸易中心项目后，纽新港务局便开始寻找潜在客户。美国海关总署一直不满意其总部亚历山大·汉密尔顿美国海关大楼，因此港务局最先与其接触。除此之外，很少私营企业愿意入驻世贸中心，港务局只能寻求纽约州政府帮助。1964年1月，港务局与纽约州政府签订协议，将部分政府办公室搬入世贸中心。1964年上半年，港务局开始与银行等商业租户签约。一年后，美国海关总署正式与港务局签约。
此时，国际贸易仅占美国国民收入不足3.8%，且跨国公司占据了其中的五分之四，世贸中心规划者担心大厦得不到充分利用。考虑到这种情况，托宾和托佐利决定，如果想要吸引更多私营企业，必须将世贸中心建成世界最高楼。世贸中心计划全面扩张。计划原定建筑面积为5至6 × 106平方英尺（4.6至5.6 × 105平方），地块的可行性报告发表后，建筑面积增加至6 × 106平方英尺（5.6 × 105平方）以上，与当时最大的办公建筑五角大楼相近。然而，托宾指示员工视察无线电街地块后决定进一步提高建筑面积，至少要达到10 × 106平方英尺（9.3 × 105平方）。但他担心引起争议，没有向公众公开扩张计划。

### 招募建筑师
曾有三名建筑师参与规划世贸中心，但由于设计缺乏创新，托佐利最终将他们解雇。随后，他启程前往西雅图会见美籍日裔建筑师山崎实。托佐利已经对世贸中心的规划有大概想法，但还没有决定设计细节。在会面之前，山崎实唯一设计的高层建筑项目是位于底特律的一座30层大厦，业主为密歇根天然气公司。因此，山崎实以为让他设计价值2.8亿美元的纽约世贸大厦是合同打印错误，后来才得知合同没有印错。1962年6月，山崎实向港务局提交了他“庞大、清晰、详尽且充满人文关怀的”设计提案。作家保罗·戈德伯格描述道，在满是工程师的港务局董事会面前，山崎实“表现得像一位艺术家”。会面结束后，港务局设计师开始浏览山崎实过往参与的项目。
1962年9月20日，经过详尽的筛选，港务局宣布山崎实将担任世贸中心的首席设计师，艾默里·罗斯父子公司担任助理设计师。山崎实提交给港务局的原始设计方案包含两座大厦，各有80层高。他表示，我“当然还可以选择设计一大群建筑，但那样看起来就像是一个住房项目”。

### 公布设计方案

世界贸易中心的楼层布局及电梯设计方案。

港务局要求世贸大厦必须拥有10 × 106平方英尺（9.3 × 105平方）的办公面积，空间分配的重任落在山崎实肩上。他尝试了多种不同的设计，例如将面积分配至三到四座塔楼，或压缩进两座80层的塔楼中，还考虑过设计一座巨大的大厦，或是10座体量适中的建筑。但他还是偏爱双子塔方案，然而80层的设计并不能满足港务局的要求，建造超过80层的办公建筑又不经济。
另一项难题是设计电梯系统。建筑越高，需要的电梯就越多，电梯井占据的空间就越多。山崎实和工程师们决定使用一种新型电梯系统，其设置了两个空中大堂，乘客可以乘坐快速电梯到达空中大堂，随后转乘区间电梯前往具体楼层。这样，不同区间的区间电梯都能容纳在同一个电梯井中。空中大堂位于大厦的44层及78层，这种设计提高了电梯使用效率，且由于电梯井数量减少，每层楼的实用面积增加了62%至75%。世贸中心是自芝加哥的约翰·汉考克中心后，世界上第二座采用空中大堂设计的摩天大楼。这套电梯系统灵感源自纽约地铁，其地铁线路分为快车和慢车，慢车站只有慢车线路停靠，快车站则所有线路都停靠。如此设计，哪怕大厦高度增加至110层仍能保证每层有足够的使用空间。

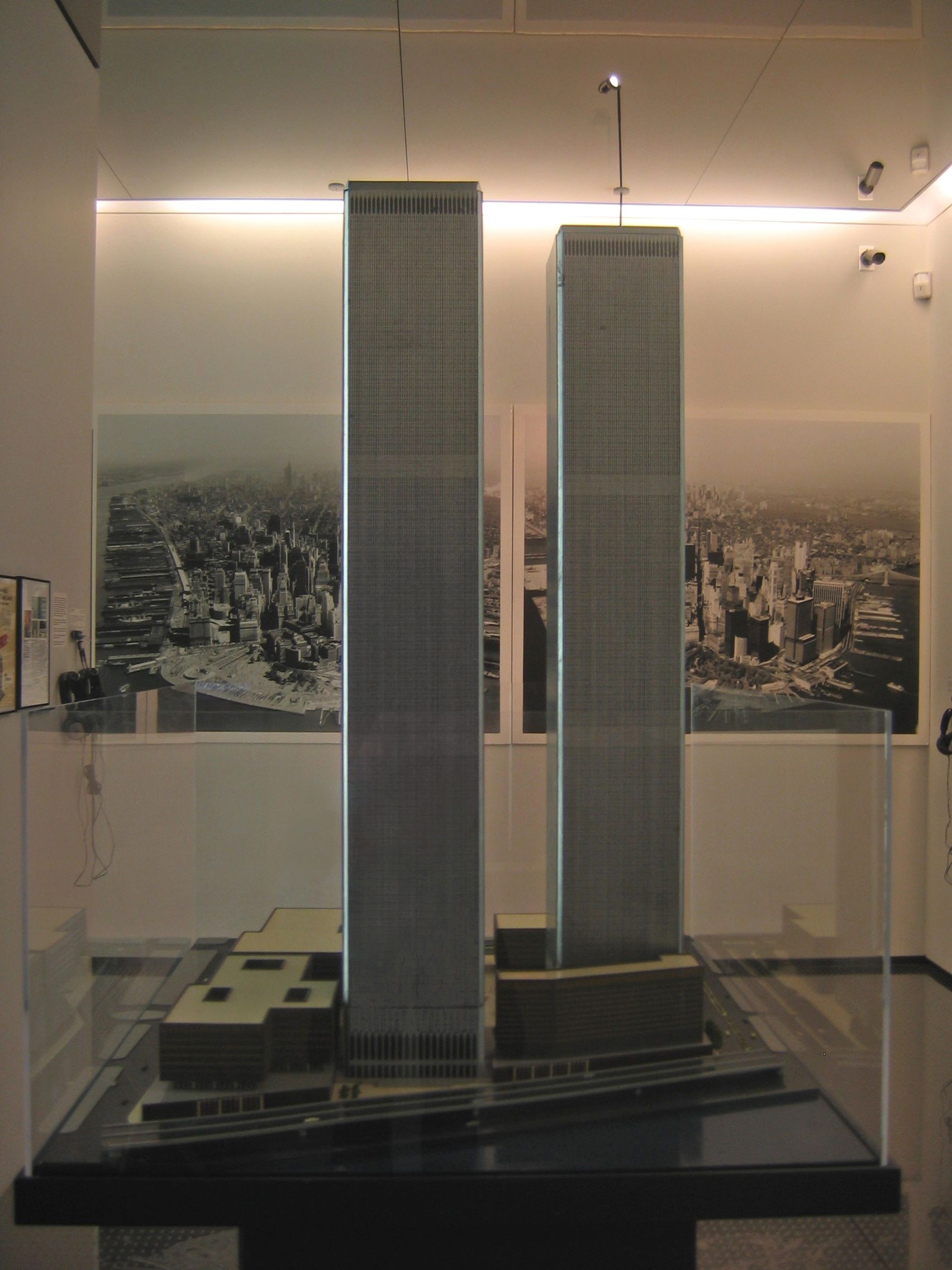
世贸中心原始建筑模型。目前陈列在九一一国家纪念博物馆中。

1964年1月18日，山崎实正式公开最终设计方案，并配以两座八英尺高的模型。大厦的横截面为正方形，边长约207英尺（63米）。山崎实本人患有恐高症，他希望建筑里的使用者能感到安全，所以建筑的窗户设计得十分狭窄，只有18英寸（45厘米）宽。由于他的设计要求在建筑外立面覆盖一层铝合金，且窗户仅占建筑表面积的30%，从远处看就剩一块块金属板。
山崎实此前曾与沙特本拉登集团共同设计沙特阿拉伯的宰赫兰国际机场。在设计世贸中心时，他也将伊斯兰建筑风格融入其中。世贸中心的广场效仿麦加古城，加入喷泉、立方体、放射形图案等元素。山崎实形容这个广场是“一座麦加城，让人们从华尔街狭窄的街巷和人行道中得到解放”。此外，大厦本身也包含伊斯兰建筑元素，例如尖拱顶、混凝土预制窗花格、宣礼塔般的塔台以及阿拉伯式花纹。
世贸中心的设计遭到美国建筑师学会等团体批评。《历史中的城市》一书作者刘易斯·芒福德形容世贸大厦等新式摩天大楼“只不过是玻璃金属文件柜而已”。当时，纽约都会区的电视信号发射自帝国大厦，电视台担心世贸中心会对居民收视造成干扰。作为回应，纽新港务局承诺在世贸中心大楼上安装新的电视信号发射装置。美国自然历史博物馆的林奈学会也反对建设世贸中心，认为其选址危害鸟类迁徙。
沃辛顿、斯基林、海勒和杰克逊公司承包结构工程，负责实现山崎实的框筒结构体系。纽新港务局的工程部门承包基础工程。约瑟夫·R·洛林公司（Joseph R. Loring & Associates）和贾罗斯、鲍姆和鲍尔斯公司分别承包电气工程及机械工程。总承包商是蒂什曼房地产建筑公司。港务局世贸中心部门总监盖伊·F·托佐利和港务局的总工程师里诺·M·蒙蒂（Rino M. Monti）担任项目负责人。

### 设计要素
作为一个跨州机构，纽新港务局不需要遵守纽约市的法律法规。但港务局仍然要求建筑师和工程师们遵守纽约市的建筑规范。世贸中心项目仍处于规划阶段时，纽约市正在起草新的建筑规范取代1938年旧版本。结构工程师们只能采用新规范的草稿版本，这个版本中包含了一些“先进的”建筑设计技术。

#### 结构设计
世贸中心项目采用了许多摩天大楼设计及建造领域的结构工程创新技术，使其能够成为当时世界上最高的建筑物。传统摩天大楼采用框架结构，一系列柱子构成建筑的骨架分布在整个内部空间，承担楼房的荷载，这些柱子严重影响了楼层的空间利用率。而由孟加拉工程师法兹勒·拉赫曼·可汗提出的框筒结构则是一个巨大的进步，这种结构形式能容纳开放式的楼层布局，提供更大的租售空间。世贸中心采用了高强度钢承重边缘柱，能起到空间桁架的作用。钢柱本身十分轻盈，但紧密排列起来就形成了一道牢固且坚硬的墙，墙与墙连接则构成了筒体。建筑每侧分别有59根这样的钢柱。每片墙长度约为210英尺（64），墙间连接处进行了倒角处理。这些边缘柱筒承担了几乎所有的侧向荷载（如风荷载），同时与芯柱共同承担建筑物的重力荷载。建筑物的力学分析主要在一台IBM 1620计算机上完成。

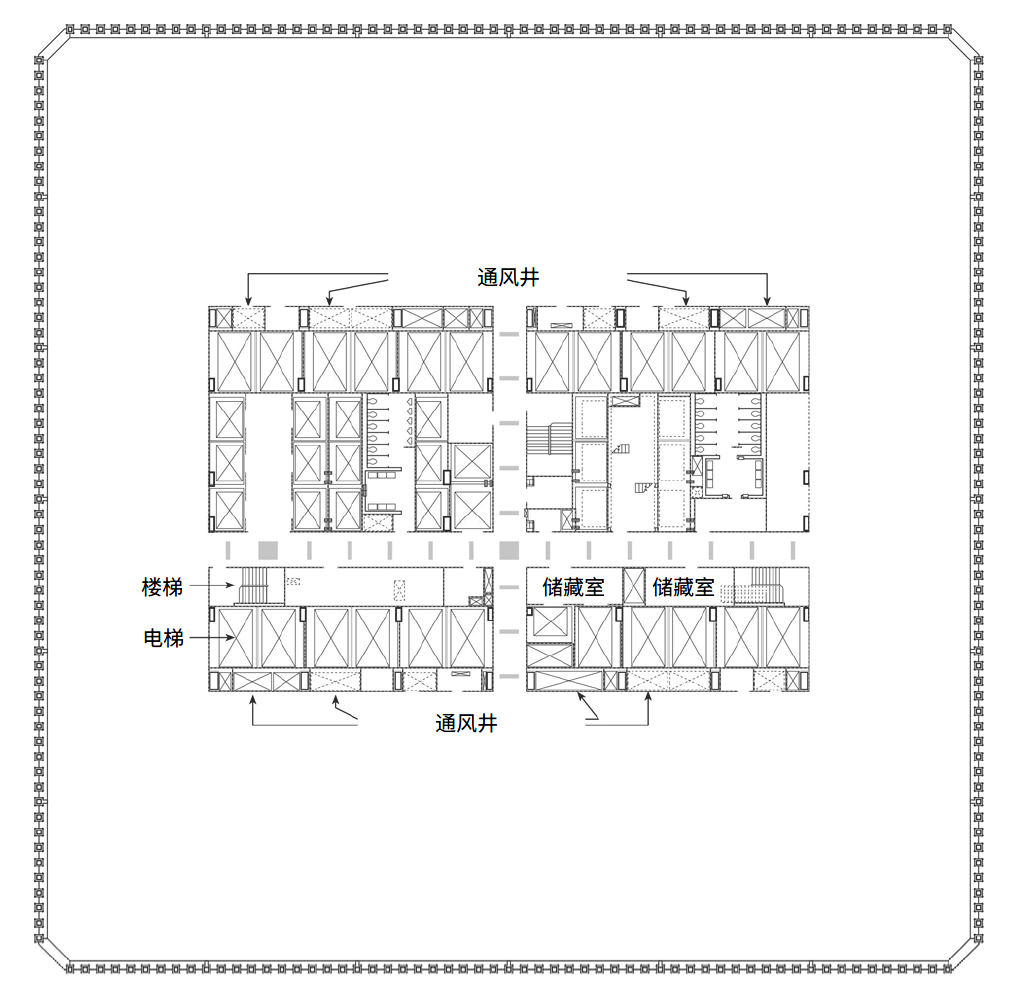
世界贸易中心的楼层布局范例。

大厦的边缘柱筒使用了大量预制构件，每个构件包含三条三层楼高的柱子，柱子之间使用窗间墙（spandrel plates）连接，柱上焊有边长14英寸（36）的正方形钢端板。由于高度越高，结构承受的重力荷载越低，因此端板的厚度和强度等级随高度逐渐减小，从36,000至100,000磅力每平方英寸（250至690帕斯卡）不等。框筒结构相较传统结构减少了40%的钢材使用量。为了设置出入口，从基础至第七层的柱体间距为10英尺（3.0）。柱体都承放于基岩之上。曼哈顿下城基岩深度比曼哈顿中城要深，约在地表以下65至85英尺（20至26）。
窗间墙约52英寸（1.3）长，预先在施工现场外的工厂与外立柱焊接牢固，形成模组化的预制构件。每块构件约10英尺（3.0）宽、36英尺（11）厚，共有两个完整楼层以及两个半楼层。相邻构件使用铆钉连接，连接位置位于柱和墙的中间部分。每层楼设置的窗间墙用于传递柱间剪应力，使二者协同工作，承受侧向荷载。除设备层外，其他楼层的构件相互错开连接，因此同一楼层的接缝不会连续出现。
大厦的核心区域容纳了电梯井、设备井、洗手间、三个楼梯井等辅助设施，横截面为矩形，边长分别为87英尺 × 135英尺（27米 × 41米），包含47根贯穿主体结构的承重柱。柱子自66楼起截面积逐渐减小，低楼层为焊接箱型钢，高楼层变为轧制工字型钢。北塔长轴沿东西方向，南塔则沿南北方向。每座楼的所有电梯及三个楼梯井皆在核心区域之内。电机设备层为了避让快速电梯的机房，将两座外侧楼梯设于核心之外，并用走廊与核心区域连接。正是由于这一设计，在九一一袭击事件中飞机撞击大楼后，南塔的A楼梯仍然可以使用。

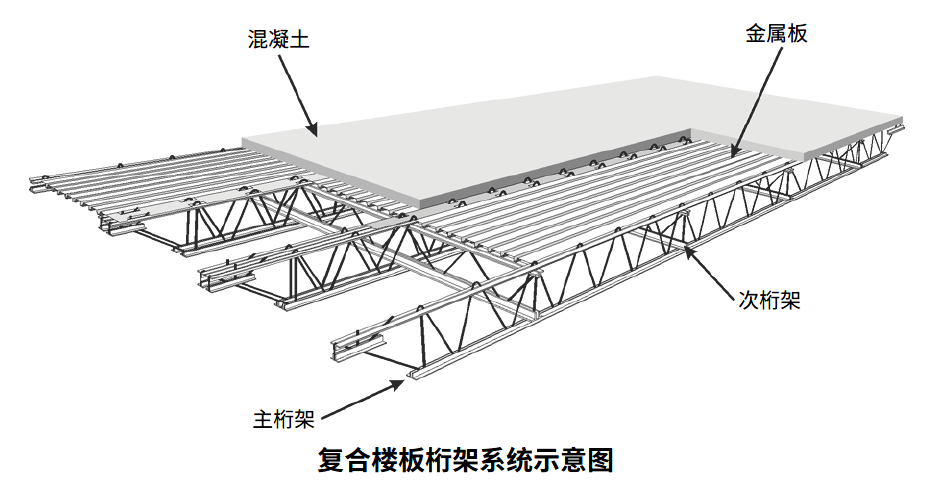
世界贸易中心的复合楼板桁架系统示意图。

处于边缘柱筒和核心区域之间的无柱空间由预制楼板桁架连接。楼板承受恒荷载、活荷载、为外围墙体提供侧向稳定性并传递外墙的风荷载。楼板由带凹槽的钢板及其上4英寸（10）厚的轻型混凝土层构成，凹槽为二者提供抗剪连接，使其能够协同作用。主桁架和次桁架构成了网格，支撑着楼板。网格间距各处不同，短跨仅有35英尺（11），长跨可达60英尺（18）。桁架与边缘柱间隔相连，连接处间距为6英尺8英寸（2.03）。上弦杆与外侧窗间墙所设支座及内侧芯柱所设沟槽铆接。楼板则使用黏弹性阻尼器与窗间墙连接，以减轻大楼摇晃时楼内人员所感受到的不适。
为了支撑楼顶的通讯天线，大厦107层以上采用了不同桁架结构，称作悬挑桁架（outrigger truss）或帽式桁架（hat trusses）。事实上，只有北塔在1978年安装了天线。此桁架系统在长轴方向上有六个桁架，短轴方向上由四个桁架。这一设计对边缘柱筒和核心柱的荷载进行重分配，且为天线塔提供了支撑。

#### 风荷载
大厦的框筒结构使用了钢柱，并喷涂了防火涂层，这种结构重量较低，在风荷载下摆动幅度较大。而帝国大厦等建筑则采用传统结构，使用厚重的砌体增强钢结构的防火能力。在设计过程中，科罗拉多州立大学和英国国家物理实验室为世贸中心进行了风洞试验，以确定世贸中心的设计风压及结构响应。此外，为了测试楼内人员对于大楼摇晃的耐受度，设计师也进行了相关实验。受试者以“免费眼部检查”的名义招募至测试中，然而实验的真正目的是测试他们能忍受多大幅度的楼体摇晃。许多受试者的反响并不理想，纷纷表示有头晕等不适症状。主管工程师莱斯利·罗伯森与加拿大工程师阿兰·G·达文波特一起设计了新型黏弹性阻尼器，主要布置在楼板桁架与边缘柱的连接处，再结合其它结构调整，成功将大厦摇晃控制在可接受的程度。

#### 飞机撞击
世界贸易中心的结构工程师们也考虑到了飞机撞击的可能性。1945年7月，一架B-25轰炸机在大雾中迷失了方向，撞上了帝国大厦的78和79层。一年后，一架飞机撞上了华尔街40号，另一架飞机又差点撞上了帝国大厦。因此在设计世贸中心的时候，莱斯利·罗伯森考虑到了波音707客机在雾中降落约翰·肯尼迪国际机场或者纽瓦克自由国际机场时撞上大厦的情况。美国国家标准技术研究所发现了一份三页的白皮书，其中提及设计师曾分析过一架飞机以600英里每小時（970每小時）的速度撞击大楼的情形，但是没有找到这项分析的实际证明文件。

#### 防火措施
大厦的楼板桁架及横梁等钢结构使用了防火喷涂材料（sprayed-fire resistant materials）。芯柱采用石膏干壁与防火喷涂材料共同防火，也有部分只采用了石膏干壁。边缘柱筒内侧进行了蛭石抹灰处理，另外三侧则同样使用了防火喷涂材料。1968年版纽约市建筑规范对于建筑物防火要求较为宽松，允许世贸中心只建造三个消防楼梯，旧版本则要求六个。
1970年4月，纽约市大气资源部要求世贸中心项目承包商停止使用石棉作为隔火材料。
1975年2月，世贸中心内发生一场殃及六层楼的火灾，事后，大厦安裝了更多的防火设施。1993年世界贸易中心爆炸案后，调查人员发现楼内防火措施仍然不足。纽新港务局随即开始更换相应的设备，但是最终北塔只有18层楼完成了替换，包括了九一一事件中飞机撞击的所有楼层；南塔完成了13层，但九一一事件时只有其中三层楼（77、78和85）受到了直接撞击。
1968年版纽约市建筑规范中，除了地下空间以外，并没有要求高层建筑安装自动洒水系统。所以，最初世贸中心只有地下车库安装了自动洒水系统。在1975年2月的大火后，纽新港务局决定在整栋楼中都安装自动洒水系统。截至1993年，南塔几乎所有的楼层都完成了安装，北塔也完成了85%。2001年，整个世贸中心建筑群都完成了洒水系统的更新。

### 设计争议

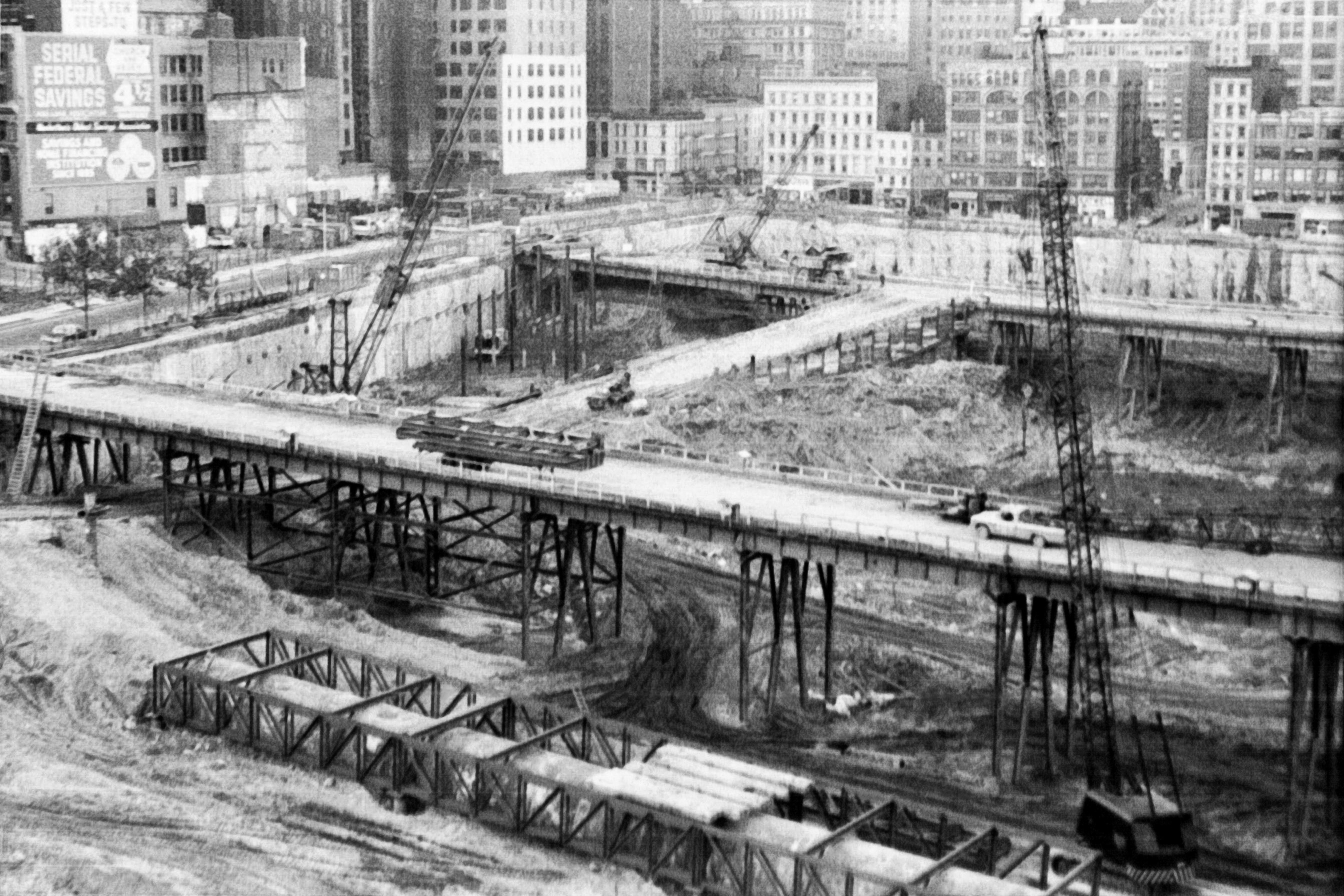
1968年，世贸大厦的基坑挖掘状况。

1962年，纽约州与新泽西州达成共识、纽新港务局定案后，世界贸易中心计划便开始面临争议。纽约市政府仅获得极少股份，纽约市长小罗伯特·F·瓦格纳对此并不满意。瓦格纳在《纽瓦克晚间新闻报》上得知世贸中心迁址至曼哈顿西侧，随后表示港务局将纽约市市政府看作“局外人而非中心人物”。他希望两州能够推迟共识，让市政府发表对该项目的看法。他们随即与港务局召开了一系列会议讨论各项世贸中心的细节。但市政府只有世贸中心地块的街道管辖权，无权指责项目选址，因此一直处于被动。当私营房地产开发商反对这个项目时，市政府才开始使用这项权利进行申诉。
1964年，山崎实的110层双子塔设计公布于世，一些纽约地产协会（Real Estate Board of New York）成员和私营房地产开发商对于这个各方“资助”的项目表示担忧，他们认为目前市场上已经存在很多空置的办公场所，新建的世贸中心会使得市场状况更加恶劣。其中最显著的反对声音来自帝国大厦所有者劳伦斯·韦恩。一旦世贸中心建好，帝国大厦将会失去世界第一高楼的称号。韦恩召集建筑商成立了一个名为“合理建造世贸大厦委员会”（Committee for a Reasonable World Trade Center）的组织，要求降低世贸中心的设计高度。他们表示，世贸中心极大量的建筑面积会导致房地产市场供应过量，损害其他发展商的利益。市政府及发展商使用了大量理由将建造时间推迟了两年。
瓦格纳的继任者约翰·林赛与纽约市议会共同表示，纽约市政府能够参与谈判的程度有限。市政府与港务局主要在税收问题上存在分歧，港务局承诺每年向市政府缴纳400万美元以替代税金，市政府则要求该金额的四倍。这一争论持续了两年，在这期间，世贸中心的计划造价节节攀升。港务局最初乐观预计，世贸中心造价约为3.5亿美元。1966年12月，港务局宣布提高计划造价至5.75亿美元。这一声明受到《纽约时报》批评。文章表示，港务局的数字低得不切实际，预计项目最终造价会是7.5亿美元。实际上，世贸中心双子塔完工之时，港务局已为项目拨款9亿美元。
1966年7月，市政府与纽新港务局仍然未能达成共识。但谈判依旧在继续，二者最终在1966年8月3日谈妥。港务局需要每年将部分大厦租金代替税金支付给纽约市政府。金额会随物业税提高而增加。此外，港务局还需在纽约和新泽西港建造南布鲁克林码头，而市政府则会在曼哈顿地狱厨房建造纽约客轮码头。港务局将以免税债券形式偿还资金。

## 施工
1965年3月21日，纽新港务局开始对世贸中心地块内的建筑进行拆除。拆除工作由阿贾克斯拆除清运公司（Ajax Wrecking and Lumber Corporation）负责。

### 地下连续墙

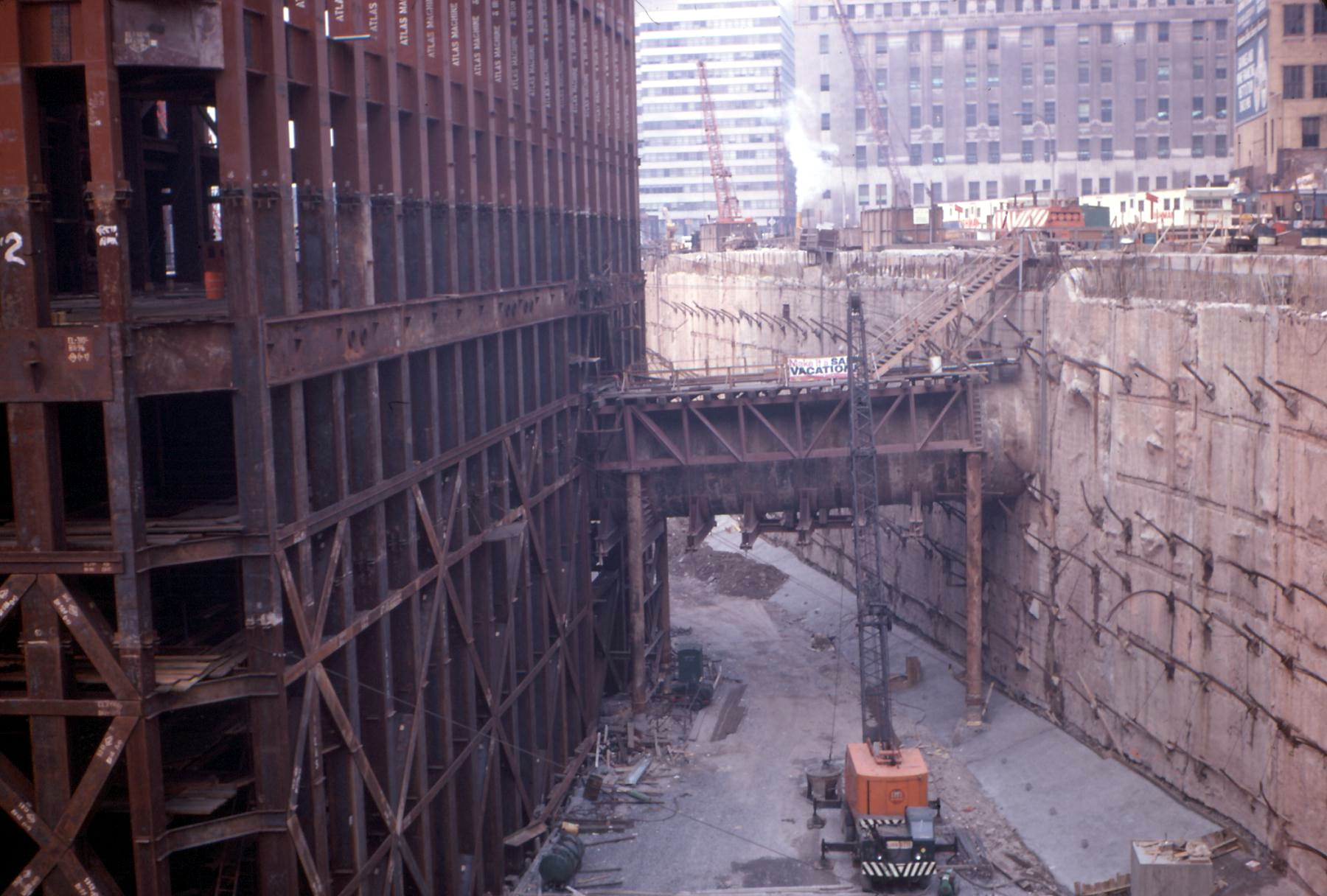
1969年，南塔主体结构和地下连续墙（“浴缸”）的施工情况。

1966年8月5日，世界贸易中心破土动工。地块为一片堆填区，基岩位于地下65英尺（20）深处。因此需要沿西街建造名为“浴缸”的地下连续墙，防止哈德逊河河水渗入。如果使用降低地下水位的方法，周边未采用深基础的建筑容易产生较大沉降。
建造地下连续墙需要先挖掘一条壕沟，在挖掘的同时向壕沟内灌入泥浆。泥浆含有皂土，能够填堵洞口并将水排出。壕沟挖掘完毕后，吊入钢筋笼，并浇筑混凝土，将泥浆排出。这一施工方法由港务局首席工程师小约翰·M·凯尔（John M. Kyle Jr.）提出。1966年底，地下连续墙开始施工，工程由蒙特利尔公司伊坎达（Icanda）负责，其为意大利工程企业专业建筑工程公司（Impresa Costruzioni Opere Specializzate）的子公司。地下连续墙工程耗时14个月，工程完成后才能开始挖掘基坑。承载纽新捷运的哈德逊隧道一直服役至1971年，直至世界贸易中心车站建成。

### 双子塔
北塔和南塔的主体结构施工分别于1968年8月及1969年1月开始。1967年1月，太平洋汽车和铸造公司、拉克莱德钢铁公司、美国钢铁公司及卡尔·科赫钢铁咨询公司共同赢得世贸中心项目的钢铁供应合同，价值7400万美元。港务局没有从伯利恒钢铁、美国钢铁等巨头购买大量钢铁，而是选择让多家不同的供应商供货，以节约成本。卡尔·科赫同时还负责搭建钢结构，铝合金外立面则由美国铝业公司负责。1967年2月，蒂什曼房地产建筑公司担任项目监理。

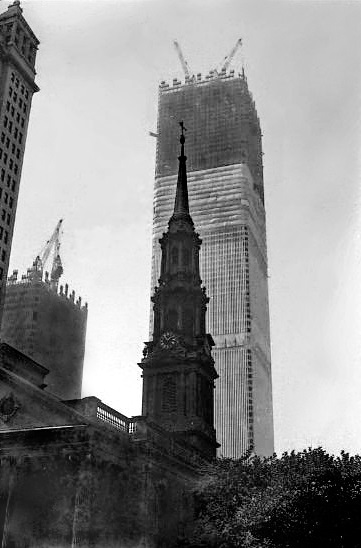
1970年5月，建造中的世贸中心一号楼和二号楼。

由于边缘柱筒及楼板桁架系统大量使用预制构件，世贸中心能在保证质量的同时提高建造速度并降低成本。钢构件都通过宾州中央铁路（后转为联合铁路）运送至泽西市。每天清晨，构件由荷兰隧道进入施工场地，大型构件则由拖船运至现场，起重机随即将其起吊就位。世贸中心使用了法福克STD2700起重机，由澳大利亚企业法威尔·摩尔德（Favelle Mort Ltd.）生产，其通过液压系统升降货物，适合用来建造超高层建筑。
1970年，由于拖船工人罢工，部分材料不能及时运至施工场地。港务局开始尝试直升机等运输方法。然而一架直升机意外将钢材坠落至范库尔水道。建造过程中还有一些其他事故发生，例如打桩机撞断了电话线导致曼哈顿下城电话服务中断。1970年3月16日，一辆货车撞上丙烷罐，爆炸造成六名工人受伤。在整个世界贸易中心的建造过程中，共有60名工人因工程事故身亡。
北塔的封顶仪式于1970年12月23日举行，南塔则于1971年7月19日举行。北塔第一位租户于1970年2月15日入驻，南塔第一位租户则于1972年1月入驻。1973年4月4日，世贸中心举行落成典礼，一年前辞职的托宾并没有出席。
世贸中心的建造过程共计挖掘1,200,000立方碼（920,000立方）土方。项目组没有耗巨资将这些土方运送至新泽西的堆填区，而是用来在曼哈顿西街外填海造陆。1967年1月5日，码头的拆除工作开始，1910年左右建成的7至11号码头均被拆除。尽管大卫·洛克菲勒、州长纳尔逊·洛克菲勒和市长约翰·林赛对炮台公园城的建设仍存在分歧，拆除工作依旧正常进行。世贸中心的土方堆起围堰，在海上填出陆地。这项工程将河岸向外延伸了700英尺（210），总长1,484英尺（452），共六个街区。这些土地免费赠送给了纽约市，其上建造起炮台公园城，从而带来了更多的税收。

### 其他建筑
世界贸易中心建筑群还包括其他四座20世纪70年代建成的建筑。世界贸易中心三号大楼是万豪世界贸易中心，有22层高，由SOM建筑设计事务所于1978至1979年设计。世界贸易中心四号大楼、五号大楼和六号大楼由双子塔设计团队设计，成员包括山崎实、艾默里·罗斯父子公司以及斯基林、赫尔、克里斯蒂安森、罗伯逊公司（Skilling, Helle, Christiansen, Robertson）。世界贸易中心七号大楼由艾默里·罗斯父子公司设计，共47层，于20世纪80年代中期建成，位于主楼的北侧，在联合爱迪生公司的变电站上方。

## 后续改造
自大厦建成以来，为了迎合租户的需要，世贸中心双子塔进行了许多结构改造。这些改造根据纽新港务局的《租户改造审查手册》（Tenant Alteration Review Manual）进行，由港务局监督，确保改造不会危害建筑结构安全。多数改造是对楼板开洞，建造新的楼梯连接不同楼层。核心区域部分钢梁进行了加固，以承载档案资料等较大荷载。
1993年世界贸易中心爆炸案后，北塔的受损结构需要修复。地下一层和二层受到的损伤最大，三层的结构也受到严重破坏。主承重柱并不在影响范围内，但是一些次要的钢结构部件一定程度上遭到损害。被炸坏的楼板需要修复，恢复它们对柱子的结构支撑作用。地下连续墙受损严重，失去了楼板的侧向支撑，墙体无法阻挡哈德逊河的河水。世贸中心建筑群的空调制冷设备位于地下五层，也受到了非常严重的破坏。1993年夏季，大楼换用临时制冷设备。火警系统的关键电缆和信号设备在爆炸中损坏，需要全面更换。新系统耗时数年才安装完成，一些设备直到2001年9月仍在安装。

### 引用
1. ↑  Doig, Jameson W. . . Columbia University Press. 2001. ISBN 0-231-07676-2.
2. ↑  Gillespie (1999)，第31頁.
3. 1 2 3  Gillespie (1999)，第35頁.
4. 1 2   (PDF). The New York Times. 1946-07-06  [2019-08-06]. （原始内容存档于2020-04-26）.
5. 1 2 3 4 5  Gillespie (1999)，第32頁.
6. 1 2  Glanz & Lipton (2003)，第30頁.
7. ↑  Crisman, Charles B.  (PDF). The New York Times. 1946-11-10.
8. ↑   (PDF). The New York Times. 1949-03-11  [2019-08-06]. （原始内容存档于2020-03-25）.
9. 1 2 3 4  Goldberger (2004)，第21頁.
10. ↑  Glanz & Lipton (2003)，第31頁.
11. 1 2 3 4  Goldberger (2004)，第22頁.
12. 1 2  Gillespie (1999)，第33頁.
13. ↑  Levinson, Leonard Louis. . New York: Ziff Davis Publishing. 1961: 346.
14. 1 2 3  Grutzner, Charles.  (PDF). The New York Times. 1960-01-27  [2019-08-06]. （原始内容存档于2020-04-15）.
15. ↑  Koch, Karl III. . Three Rivers Press. 2002: 173. ISBN 1-4000-4950-4.
16. 1 2   (PDF). The New York Times. 1960-01-27  [2019-08-06]. （原始内容存档于2020-01-10）.
17. ↑   (PDF). The New York Times. 1960-05-05.
18. ↑  Glanz & Lipton (2003)，第39頁.
19. ↑  Glanz & Lipton (2003)，第53頁.
20. ↑  Glanz & Lipton (2003)，第54頁.
21. ↑   (PDF). The New York Times. 1961-03-12  [2019-08-07]. （原始内容存档于2020-01-26）.
22. 1 2  Gillespie (1999)，第37頁.
23. ↑  Glanz & Lipton (2003)，第55頁.
24. 1 2 3 4  Goldberger (2004)，第23頁.
25. ↑  Cudahy (2002)，第56頁.
26. 1 2  Glanz & Lipton (2003)，第76頁.
27. 1 2  Glanz & Lipton (2003)，第57頁.
28. 1 2 3  Glanz & Lipton (2003)，第56頁.
29. 1 2 3 4  Gillespie (1999)，第38頁.
30. 1 2  Grutzner, Charles.  (PDF). The New York Times. 1961-12-29  [2019-08-07]. （原始内容存档于2020-04-26）.
31. ↑  Wright, George Cable.  (PDF). The New York Times. 1962-01-23.
32. 1 2 3  Glanz & Lipton (2003)，第59頁.
33. 1 2  Gillespie (1999)，第40頁.
34. ↑  Dunlap, David W. . The New York Times. 2013-02-07  [2018-03-03]. （原始内容存档于2019-08-07）.
35. 1 2 3  Glanz & Lipton (2003)，第66頁.
36. 1 2  Dunlap, David W. . The New York Times. 2014-08-01  [2018-02-23]. （原始内容存档于2018-02-28）.
37. 1 2 3 4  Gillespie (1999)，第43頁.
38. 1 2  Glanz & Lipton (2003)，第67頁.
39. ↑  Glanz & Lipton (2003)，第64頁.
40. ↑  Arnold, Martin. . The New York Times. 1962-04-20  [2018-03-03]. （原始内容存档于2019-08-09）.
41. ↑  Glanz & Lipton (2003)，第68–69頁.
42. 1 2  Gillespie (1999)，第44頁.
43. ↑  Glanz & Lipton (2003)，第78頁.
44. 1 2  Glanz & Lipton (2003)，第79頁.
45. ↑  Clark, Alfred E.  (PDF). The New York Times. 1962-06-27.
46. 1 2  Glanz & Lipton (2003)，第80頁.
47. ↑  Sibley, John. . The New York Times. 1962-11-06  [2018-03-04]. （原始内容存档于2018-03-05）.
48. ↑  Glanz & Lipton (2003)，第82頁.
49. ↑  Glanz & Lipton (2003)，第84頁.
50. ↑  Glanz & Lipton (2003)，第85頁.
51. ↑  Crowell, Paul.  (PDF). The New York Times. 1963-04-05.
52. ↑  . The New York Times. 1963-08-27  [2018-03-04]. （原始内容存档于2018-03-04）.
53. 1 2  Arnold, Martin.  (PDF). The New York Times. 1963-11-13.
54. ↑  Courtesy Sandwich Shop, Inc., et al. v. Port of New York Authority, 12 N.Y. 2d 379 (S.Ct. 1963). “The motion to dismiss is granted and the appeal is dismissed for want of a substantial federal question.”
55. ↑  Apple Jr. R.W.  (PDF). The New York Times. 1963-11-16.
56. ↑   (PDF). The New York Times. 1969-11-12.
57. ↑  Gillespie (1999)，第45頁.
58. ↑  Sibley, John. . The New York Times. 1964-01-14  [2019-08-21]. （原始内容存档于2017-12-03）.
59. ↑  . The New York Times. 1964-07-14  [2019-08-21]. （原始内容存档于2019-08-13）.
60. ↑  Fowler, Glenn.  (PDF). The New York Times. 1965-07-07.
61. 1 2 3  Gillespie (1999)，第46頁.
62. 1 2 3  Glanz & Lipton (2003)，第60頁.
63. 1 2 3  Glanz & Lipton (2003)，第101頁.
64. 1 2 3 4  Gillespie (1999)，第47頁.
65. ↑  Glanz & Lipton (2003)，第99頁.
66. ↑  Goldberger (2004)，第24頁.
67. 1 2  Esterow, Milton.  (PDF). The New York Times. 1962-09-21.
68. 1 2 3  Huxtable, Ada Louise. . The New York Times. 1964-01-19  [2019-08-21]. （原始内容存档于2017-12-03）.
69. 1 2 3  Goldberger (2004)，第25頁.
70. 1 2 3  Goldberger (2004)，第26頁.
71. 1 2  NIST NCSTAR 1-1 (2005)，第9頁.
72. ↑  . Otis Elevator Company.   [2006-12-07]. （原始内容存档于2006-11-15）.
73. ↑  Gillespie (1999)，第76頁.
74. ↑  NIST NCSTAR 1-1 (2005)，第7頁.
75. ↑  Pekala, Nancy. . Journal of Property Management. 2001-11-01.
76. 1 2  Huxtable, Ada Louise.  (PDF). The New York Times. 1966-05-29.
77. ↑  Goldberger (2004)，第27頁.
78. ↑  Robert Grudin. . Yale University Press. 2010-04-20: 39  [2016-02-24]. ISBN 978-0-300-16203-5. （原始内容存档于2016-05-27）.
79. ↑  Kerr, Laurie. . Slate Magazine. 2001-12-28  [2015-10-12]. （原始内容存档于2015-09-19）.
80. ↑  Steese, Edward. . The New York Times. 1964-03-10  [2019-08-15]. （原始内容存档于2022-05-15）.
81. ↑  Whitman, Alden.  (PDF). The New York Times. 1967-03-22.
82. ↑  Schumach, Murray.  (PDF). The New York Times. 1966-02-20.
83. ↑   (PDF). The New York Times. 1966-02-24.
84. ↑  Knowles, Clayton.  (PDF). The New York Times. 1967-03-16  [2019-08-15]. （原始内容 (PDF)存档于2021-04-24）.
85. 1 2 3 4  NIST NCSTAR 1 (2005)，第6頁.
86. ↑  NIST NCSTAR 1 (2005)，第1頁.
87. ↑  NIST NCSTAR 1-1 (2005)，第xxxviii頁.
88. ↑  Alfred Swenson & Pao-Chi Chang. . Encyclopædia Britannica. 2008  [2019-08-20]. （原始内容存档于2019-04-08）. The framed tube, which Khan developed for concrete structures, was applied to other tall steel buildings.
89. ↑  William Baker; Johnathan Barnett; Christopher Marrion; Ronald Hamburger; James Milke; Harold Nelson. . . FEMA. 2002-09-01: 33. ... the loads initially carried by the damaged exterior columns were transferred by Vierendeel truss action to the remaining exterior columns immediately adjacent to the impact area.
90. 1 2 3  NIST NCSTAR 1 (2005)，第5–6頁.
91. 1 2 3  NIST NCSTAR 1-1 (2005)，第8頁.
92. ↑  Taylor, R. E. . Journal of the Structural Division. December 1966, 92 (ST–6): 75–91.
93. ↑  NIST NCSTAR 1 (2005)，第8, 65頁.
94. 1 2  American Iron and Steel Institute. . Contemporary Steel Design (American Iron and Steel Institute). 1964, 1 (4).
95. ↑  NIST NCSTAR 1-1 (2005)，第10頁.
96. ↑  Tamaro, George J. . Bridges. Spring 2002, 32 (1)  [2016-02-24]. （原始内容存档于2007-09-30）.
97. 1 2  NIST NCSTAR 1-1 (2005)，第8–10頁.
98. 1 2 3  NIST NCSTAR 1 (2005)，第8頁.
99. ↑  NIST NCSTAR 1-1 (2005)，第10, 88頁.
100. ↑  Cauchon,, Dennis; Moore, Martha T. . USA Today.   [2002-05-17]. （原始内容存档于2016-03-13）.
101. 1 2 3 4  NIST NCSTAR 1 (2005)，第10頁.
102. ↑  . Port Authority / PBS.   [2007-05-16]. （原始内容存档于2007-04-01）.
103. ↑  Glanz & Lipton (2003)，第138頁.
104. ↑  Fanella, David A., Arnaldo T. Derecho, S.K. Ghosh. . National Institute of Standards and Technology. September 2005: 65.
105. ↑  Glanz & Lipton (2003)，第139–144頁.
106. ↑  Glanz & Lipton (2003)，第160–167頁.
107. ↑  Glanz, James; Lipton, Eric. . The New York Times. 2002-09-08.
108. ↑  Robertson, Leslie E. . The Bridge Volume 32, Number 1. National Academy of Engineering. 2002  [2006-07-28]. （原始内容存档于2017-01-20）.
109. ↑  Sadek, Fahim. Baseline Structural Performance and Aircraft Impact Damage Analysis of the World Trade Center Towers(NCSTAR 1–2 appendix A). NIST 2005. pp. 305–307.
110. ↑  NIST NCSTAR 1-1 (2005)，第153頁.
111. ↑  . The New York Times. 1970-04-28  [2017-12-02]. （原始内容存档于2019-08-19）.
112. ↑  Hamburger, Ronald;  et al.  (PDF). Federal Emergency Management Agency.   [2006-07-27]. （原始内容存档 (PDF)于2008-05-27）.
113. ↑  NIST NCSTAR 1-6 (2005), p. lxxi。NIST列出更换了防火设备的楼层为92至100层、102层，还有八个楼层未列明。
114. ↑  NIST NCSTAR 1-6 (2005), pp. lxvii–lxix。NIST列出更换了防火设备的楼层为77、78、85、89、92、96和97层，还有五个楼层未列明。尽管要求防火层厚度为1.5mm，但NIST发现实际平均厚度为2.5mm。（NIST NCSTAR 1-6 (2005), p. xl）NIST总结道，“飞机撞击前防火措施的情况以及世贸中心楼板系统的防火层厚度并不起关键作用”。
115. ↑  Dwyer, Jim; Kevin Flynn. . Times Books. 2005: 9–10. ISBN 0-8050-7682-4.
116. ↑  NIST NCSTAR 1-1 (2005)，第162頁.
117. ↑  NIST NCSTAR 1-1 (2005)，第163頁.
118. ↑  NIST NCSTAR 1-4 (2005)，第14頁.
119. 1 2  Gillespie (1999)，第42頁.
120. ↑  Bennett, Charles G. . The New York Times. 1962-02-16  [2018-02-27]. （原始内容存档于2019-08-19）.
121. 1 2  Gillespie (1999)，第51頁.
122. 1 2 3  Gillespie (1999)，第50頁.
123. 1 2 3  Gillespie (1999)，第49頁.
124. ↑  Knowles, Clayton. . The New York Times. 1964-02-14  [2019-08-21]. （原始内容存档于2018-03-03）.
125. ↑  Ennis, Thomas W. . The New York Times. 1964-02-15  [2019-08-21]. （原始内容存档于2017-10-27）.
126. ↑  Knowles, Clayton. . The New York Times. 1964-03-09  [2019-08-21]. （原始内容存档于2017-12-03）.
127. ↑  Gillespie (1999)，第70頁.
128. ↑  Gillespie (1999)，第69頁.
129. ↑   (PDF). The New York Times. 1966-12-24.
130. ↑  Phillips, McCandlish.  (PDF). The New York Times. 1966-12-29.
131. ↑  Cudahy (2002)，第58頁.
132. 1 2  Gillespie (1999)，第52頁.
133. 1 2  Smith, Terence.  (PDF). The New York Times. 1966-08-04  [2019-08-20]. （原始内容存档于2020-03-25）.
134. ↑  Smith, Terence.  (PDF). The New York Times. 1967-01-26  [2019-08-20]. （原始内容存档于2020-04-26）.
135. ↑  Allan, John H.  (PDF). The New York Times. 1968-02-28.
136. ↑  Ingraham, Joseph C.  (PDF). The New York Times. 1965-03-29.
137. ↑  Gillespie (1999)，第61頁.
138. ↑   (PDF). The New York Times. 1966-08-06  [2019-08-21]. （原始内容存档 (PDF)于2018-03-03）.
139. 1 2  Iglauer, Edith. . The New Yorker (Condé Nast). 1972-11-04  [2016-02-24]. （原始内容存档于2016-03-04）.
140. ↑  Kapp, Martin S. . Engineering News Record. 1964-07-09.
141. 1 2  Gillespie (1999)，第68頁.
142. ↑  Carroll, Maurice.  (PDF). The New York Times. 1968-12-30.
143. 1 2  . PBS – American Experience.   [2007-05-15]. （原始内容存档于2007-05-02）.
144. 1 2   (PDF). The New York Times. 1967-01-24.
145. ↑  Gillespie (1999)，第83頁.
146. ↑  Kihss, Peter.  (PDF). The New York Times. 1967-02-27.
147. ↑  Kaufman, Micheal T.  (PDF). The New York Times. 1969-06-06.
148. ↑  Gillespie (1999)，第88頁.
149. ↑  Gillespie (1999)，第92頁.
150. ↑  McFadden, Robert D.  (PDF). The New York Times. 1970-02-02.
151. ↑  Gillespie (1999)，第91頁.
152. ↑  Carroll, Maurice.  (PDF). The New York Times. 1969-03-19.
153. ↑  Van Gelder, Lawrence.  (PDF). The New York Times. 1970-03-17.
154. ↑  . PBS.   [2007-05-15]. （原始内容存档于2017-08-05）.
155. ↑  NIST NCSTAR 1-1 (2005)，第xxxvi頁.
156. ↑  History of the Twin Towers, Port Authority of New York and New Jersey （页面存档备份，存于）.PANYNJ.gov. 2013. Retrieved September 11, 2015
157. ↑  Darton, Eric (1999) Divided We Stand: A Biography of New York's World Trade Center, Chapter 6, Basic Books.
158. 1 2 3  Gillespie (1999)，第71頁.
159. ↑  Horne, George.  (PDF). The New York Times. 1967-01-05.
160. ↑  Roberts, Steven V.  (PDF). The New York Times. 1967-01-17.
161. ↑  . Engineering News Record. 1968-04-18.
162. ↑  McAllister, Therese; Johnathan Barnett; John Gross; Ronald Hamburger; Jon Magnusson. . . FEMA. May 2002.
163. ↑  McAllister, Therese; Johnathan Barnett; John Gross; Ronald Hamburger; Jon Magnusson. . . FEMA. May 2002.
164. 1 2  McAllister, Therese; Johnathan Barnett; John Gross; Ronald Hamburger; Jon Magnusson. . . FEMA. May 2002.
165. ↑  NIST NCSTAR 1-1 (2005)，第xlv頁.
166. ↑  Fasullo, Eugene.  (PDF). United States Fire Administration.   [2007-05-15]. （原始内容存档 (PDF)于2007-09-28）.
167. ↑  Port Authority Risk Management Staff.  (PDF). United States Fire Administration.   [2007-05-15]. （原始内容存档 (PDF)于2007-09-28）.
168. 1 2  Ramabhushanam, Ennala; Marjorie Lynch. . Journal of Performance of Constructed Facilities. 1994, 8 (4): 229–242. doi:10.1061/(ASCE)0887-3828(1994)8:4(229).
169. ↑  NIST NCSTAR 1-4 (2005)，第44頁.